# Тереза фон Сакс-Хилдбургхаузен
Тереза Шарлота Луиза Фридерика Амалия фон Сакс-Хилдбургхаузен (на немски: Therese Charlotte Luise Friederike Amalie von Sachsen-Hildburghausen, също Therese von Bayern) от рода на Ернестините, е принцеса от Саксония-Хилдбургхаузен и кралица на Бавария, като съпруга на крал Лудвиг I Баварски от 1825 до 1848 г.
На 12 октомври 1810 г. Тереза се омъжва за католика, баварският трон-принц Лудвиг I (1786 – 1868) („Принцовата сватба“) от династията на Вителсбахите, син на крал Максимилиан I Йозеф и принцеса Августа Вихелмина Мария от Хесен-Дармщат. Така се създава традицията на мюнхенския Октоберфест. Мястото, където се провела сватбата ѝ, се казва в чест на принцесата Терезиенвийзе и там се провежда всяка година Октоберфеста.

## Произход
Родена е на 8 юли 1792 в Зайдингщат. Проилиза от фамилията на херцозите на Саксония-Хилдбургхаузен, странична Eрнестинска линия на Ветините. Тя е протестантка и е шесто дете на Фридрих (1763−1834), херцог на Саксония-Хилдбургхаузен и Саксония-Алтенбург, и неговата съпруга принцеса Шарлота фон Мекленбург-Щрелиц (1769−1818), дъщеря на херцог Карл II от Мекленбург-Щрелиц и принцеса Фридерика Каролина Луиза фон Хесен-Дармщат. Тереза е братовчедка чрез майка си на руската царица Александра Фьодоровна.

## Брак с Лудвиг Баварски
Запланувано било Тереза да се омъжи за нейния чичо Георг. Тя е в списъка на принцесите, които Наполеон съставя през 1809 г., за които той иска да се ожени. Лудвиг Баварски обаче се решава по-бързо за Тереза вместо за по-красивата ѝ сестра Луиза. На 12 февруари 1810 г. той се сгодява за Тереза в Хилдбургхаузен, докато неговите родители са в Париж при Наполеон. Принцесата тръгва с родителите си и сестра ѝ Луиза на 6 октомври за Мюнхен.
На сутринта на 12 октомври 1810 г. кралската фамилия започва да празнува именния ден на крал Максимилиан I в църквата Св. Михаил. Вечерта Лудвиг и Тереза, която има силен зъбобол, са венчани в дворцовата капела на резиденцията в Мюнхен. Празнинствата започват на 13 октомври на площад „Макс-Йозеф“. Градът е осветен и започва народно празненство, опера със свободен вход, музика, театър и бал. На 17 октомври пред градската порта Зендлингер Тор, „странично от улицата, която водела за Италия“, се състои по случай сватбата голямо конно надбягване на националната-гварейска кавалерия. След една година празненствата се повтарят, и оттогава на днешната „поляна на Тереза“ се провежда всяка година Октоберфест. На вечерта след бала Тереза не се чувства добре и се оттегля в резиденцията, а Лудвиг се връща сам.
След като кронпринцът става generalgouverneur на област Ин- и Залцах, двойката резидира в Инсбрук и в дворец Мирабел в Залцбург. Тереза предпочитала Залцбург, където е роден нейният син Ото. През 1816 г. те се местят във Вюрцбург. Докато Лудвиг е още кронпринц тя ражда седемте от нейните девет деца.

## Кралица на Бавария
На 13 октомври 1825 г. умира Максимилиан I Йозеф, бащата на Лудвиг I, и те стават крал и кралица на Бавария. Тя пътува много. През 1827 г. Тереза подарява ордена Тереза, най-знатният дамски орден в Бавария, който има за цел да помага на бедните.
На 19 март 1848 г. Лудвиг I трябва да се откаже от трона, заради аферата му с Лола-Монтес (започнала от 1846 г.), за сметка на сина му Максимилиан II Йозеф.
Кралската двойка открива „статуята Бавария“ на поляната Тереза през 1850 г., 40-ият годишен празник на Октоберфеста.

## Смърт
Тереза умира на 26 октомври 1854 г., след 44 години брак, от холера, след посещението ѝ на благодарствената литургия за края на епидемията в Мюнхен, при която измират 9000 души. Тя оставя завещание от 26 страници.
Погребана е първо в княжеската гробница на Театинската църква. Лудвиг не участва в погребението на неговата протестантска съпруга. Архиепископ Карл Аугуст фон Райзах отказва да изпълни траурната служба. На погребението присъства, единствен от князете, херцог Ернст I, за да се сбогува с неговата леля.
През 1857 г. ковчегът на Тереза е погребан в манастира Св. Бонифац, който Лудвиг през 1856 г. определя за гробница на кралската къща. Оловният ковчег на Тереза е поставен под саркофага на нейния съпруг в отделна гробница. През 2002 г. Тереза е преместена от нейния ковчег до нейния мъж в мраморен саркофаг. Така тя получава по-късна реабилитация.
Лудвиг I живее още 14 години и умира на 29 февруари 1868 г. на 81-годишна възраст във вилата, която е взел под наем за зимата в Ница.

## Деца
Тереза и Лудвиг I имат девет деца:
- Максимилиан II Йозеф (1811 – 1864)
- Матилда Каролина (1813 – 1862)
- Ото I от Гърция (1815 – 1867), крал на Гърция
- Теодолинда Шарлота Луиза (1816 – 1817)
- Луитполд Баварски, принцрегент на Бавария (1821 – 1912)
- Аделгунда Августа Шарлота (1823 – 1914)
- Хилдегард Луиза Шарлота (1825 – 1864)
- Александра Амалия (1826 – 1875), игуменка и писателка
- Адалберт Вилхелм (1828 – 1875), ерц-принц на Гърция